# Stempeluhr

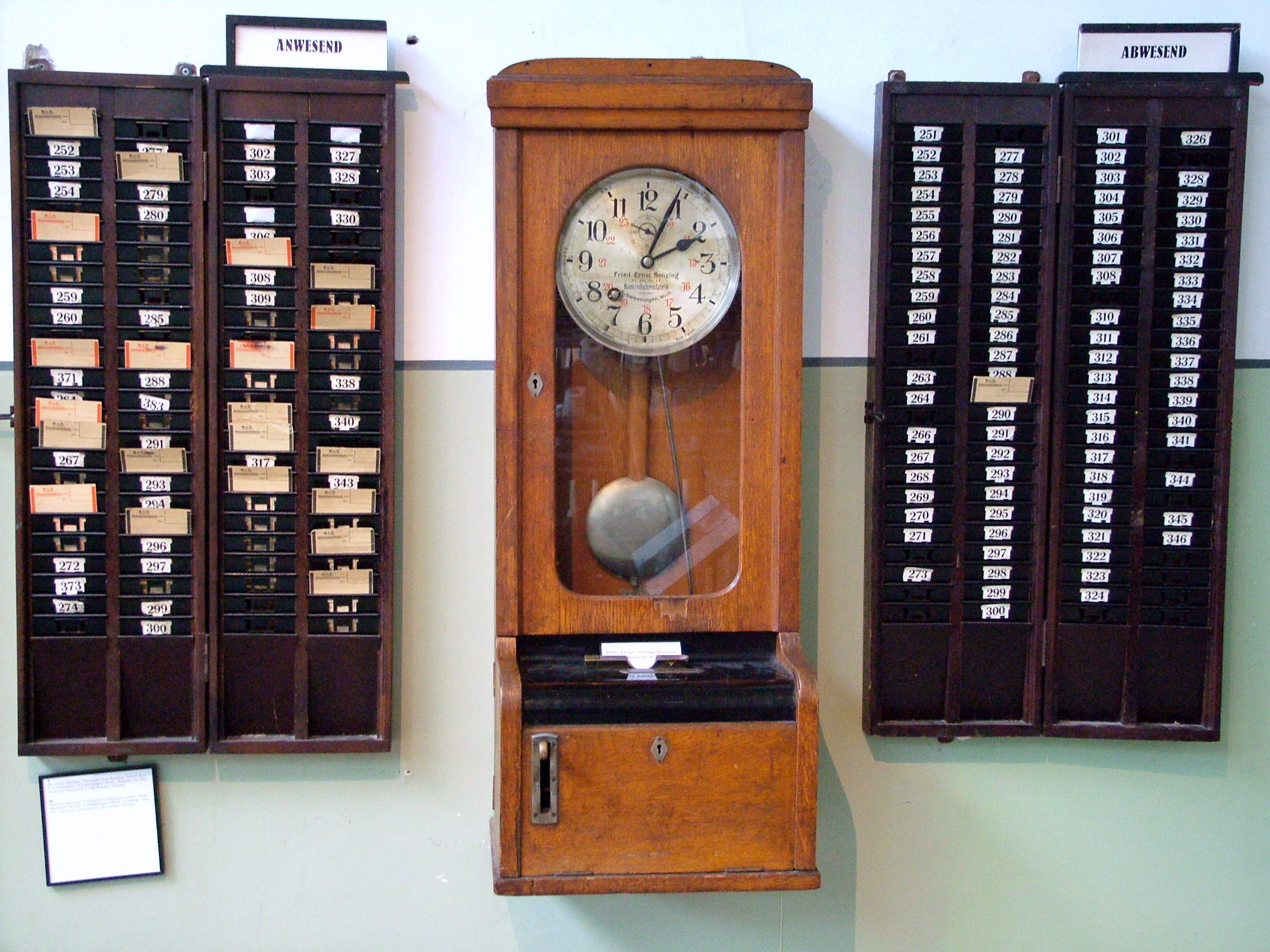
Stempeluhr der Firma Benzing, Schwenningen am Neckar, um 1900, Textilmuseum Bocholt

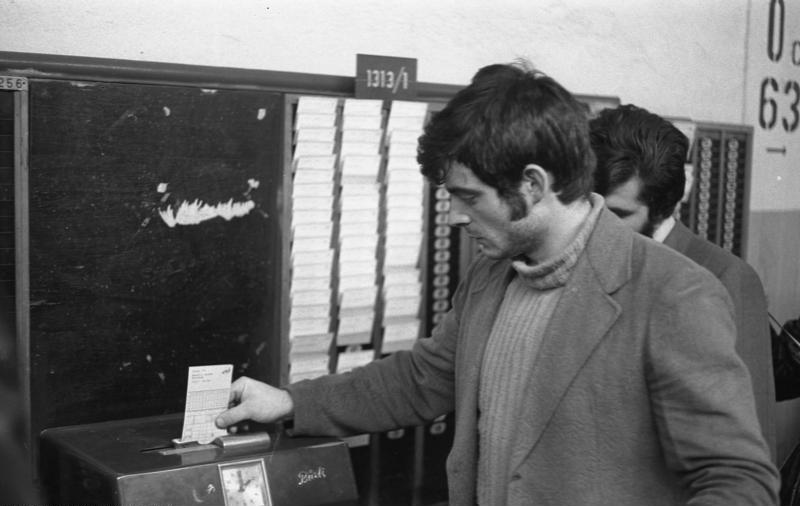
Arbeitnehmer beim Abstempeln der Zeitkarte an einer Stempeluhr im Volkswagenwerk Wolfsburg (1973)

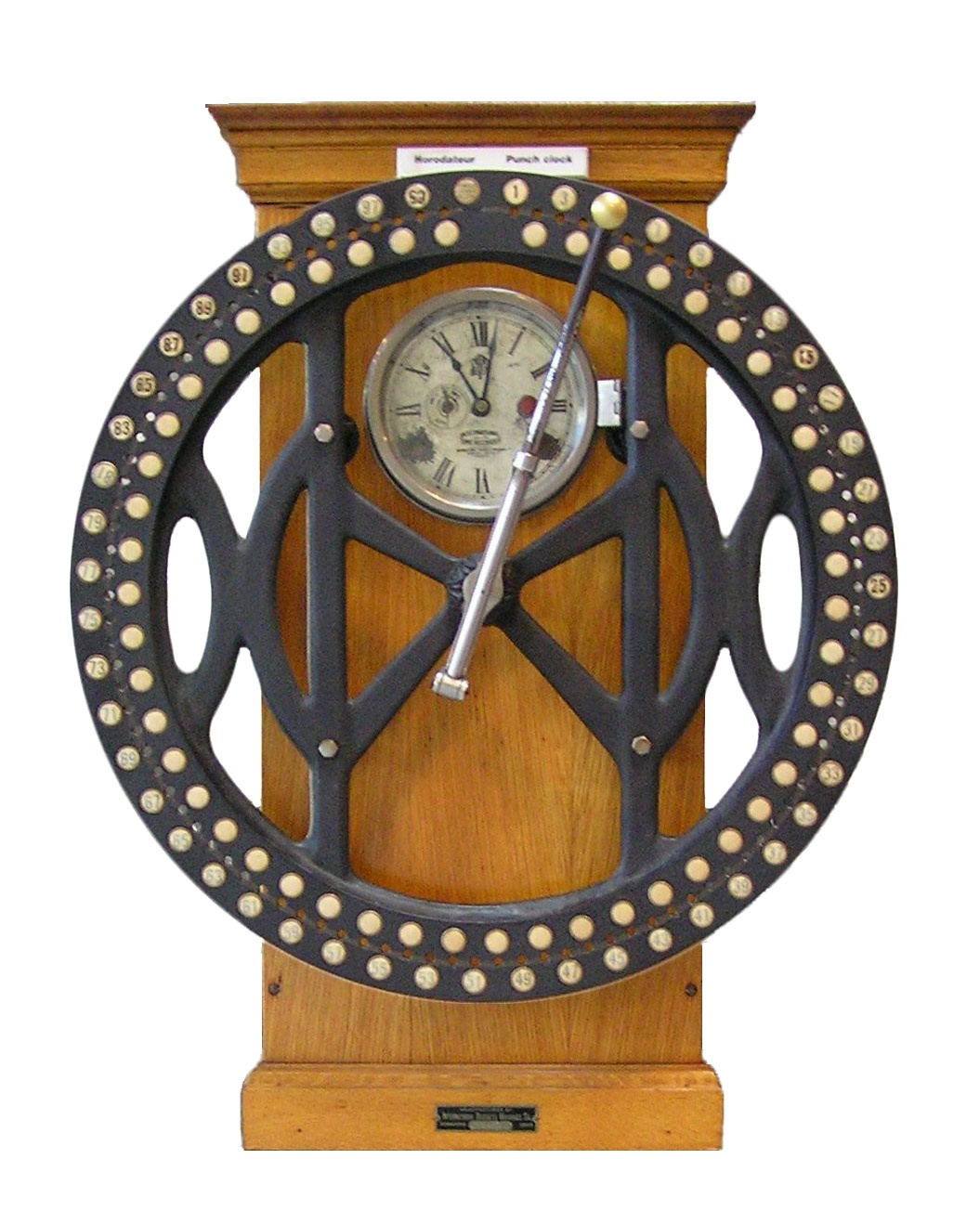
Stechuhr, Anfang 20. Jahrhundert

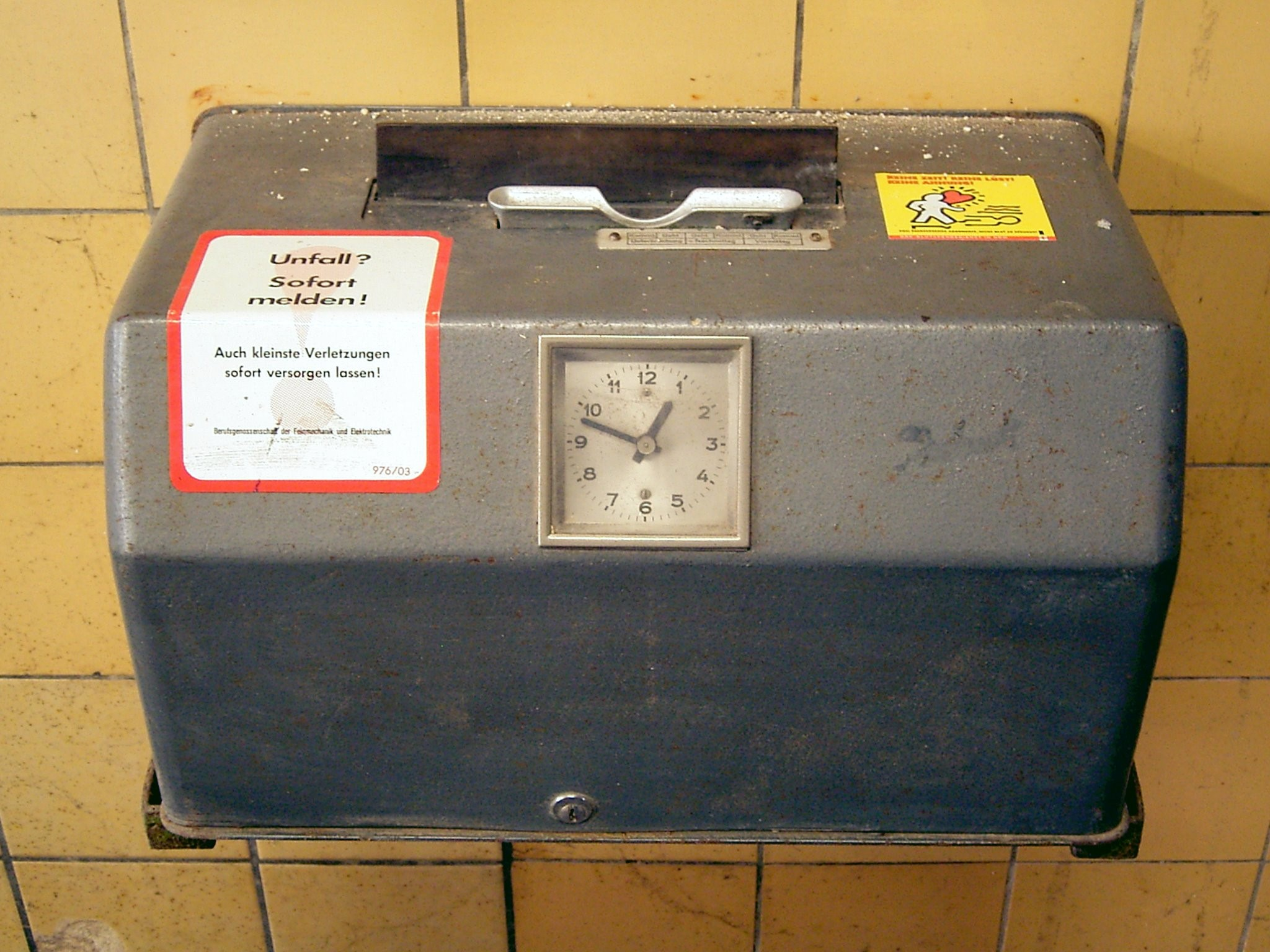
Stechuhr mit Kartenschlitz im Wülfing-Museum, Nordrhein-Westfalen

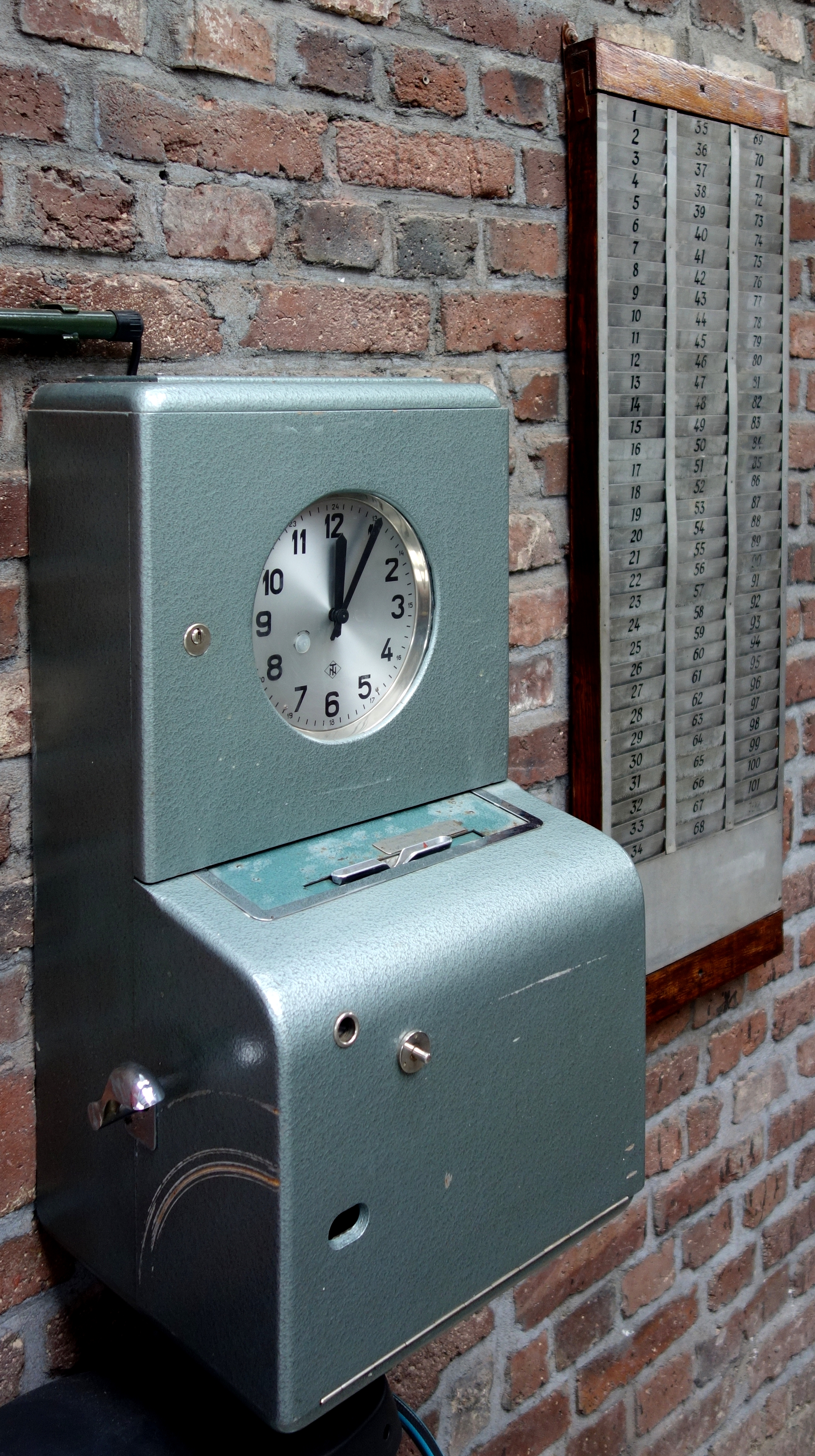
Stempeluhr mit großem Zifferblatt, Kartenschlitz und Stempelkartenhalter im Straßenbahn-Museum Köln-Thielenbruch, Nordrhein-Westfalen

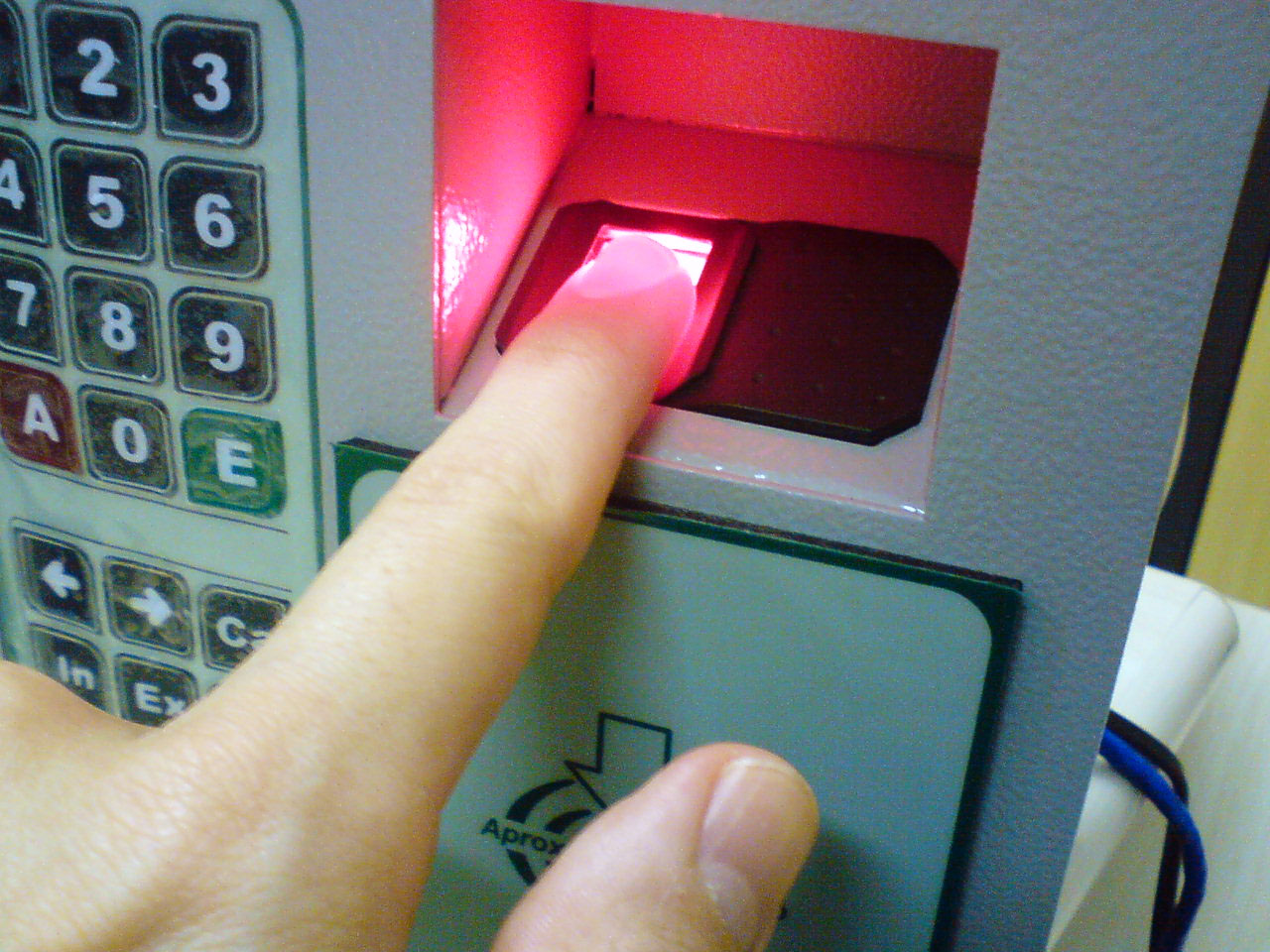
Dieses Gerät ermöglicht Identifikation, Zutrittsrecht und Zeiterfassung (Brasilien)

Eine Stempeluhr, auch Kontrolluhr oder Stechuhr, ist ein Arbeitszeitmesser, der den Arbeitsbeginn und das Arbeitsende von Arbeitnehmern aufzeichnet.
Mittlerweile wurden die typische Arbeitszeitmesser vielerorts durch Geräte abgelöst, die gleichzeitig mit der Zeit auch die Identität der Person überprüfen und diese ggf. mit einer Zutrittskontrolle zu bestimmten Räumlichkeiten innerhalb von Betrieben kombinieren.

## Beschreibung
Eine Stechuhr druckt die Durchgangszeit der Arbeitnehmer mit Datum und Personalnummer auf einen Papierstreifen im Inneren der Stechuhr. Dazu stellt der Arbeitnehmer beim Kommen und beim Gehen den Zeiger der Stechuhr auf seine Personalnummer. Mit einem "Stich" des unter dem Zeigerende befindlichen Dorns in das zur Personalnummer gehörige Loch wird durch einen Hebelmechanismus die Zeitstempelung auf dem Papierstreifen im Inneren der Stechuhr ausgelöst.
Eine Stempeluhr druckt automatisch die Uhrzeit auf eine Karte aus Karton. Dabei bewegt sich der Drucker so, dass an jedem Tag des Monats eine andere Zeile der Karte bedruckt wird. Mit dem Stempeln beim Kommen beginnt die Arbeitszeit und mit dem Stempeln beim Gehen endet sie. Meistens befindet sich die Stempeluhr im Eingangsbereich der Arbeitsstelle. Sie wird in der Industrie wie im Dienstleistungssektor gleichermaßen eingesetzt.
Um die Stempelkarte nicht zu lang werden zu lassen, trägt sie auf der Vorderseite meist die Zeilen für den 1. bis 15. Tag und auf der Rückseite den Rest. Eine häufige Fehlbedienung ist das Unterlassen des Wendens der Karte zum 16. des Monats. Die Führung der Stempelkarte in der Stempeluhr ist seitlich beweglich. Bei einer für Tagschicht eingestellten Stempeluhr wird die Führung um 12 Uhr automatisch auf die Spalte „Gehen“ und um 24 Uhr wieder auf „Kommen“ gestellt. Für eine Arbeitsunterbrechung – z. B. für einen Arzt- oder Behördentermin – kann die Führung vor dem Stempeln federbelastet auf die Spalten „Unterbrechung Gehen“ und „Unterbrechung Kommen“ verschoben werden. In einer fünften Spalte der Stempelkarte kann der Vorgesetzte die Arbeitsunterbrechung sowie leere Zeilen wegen Urlaub oder Krankheit gegenüber der Lohnbuchhaltung durch Unterschrift genehmigen.
Für die Stempelkarten gibt es neben der Uhr eigene Fächer zur Aufbewahrung. Bei einigen Firmen ist das so organisiert, dass die Karten beim Kommen und Gehen von der einen auf die andere Seite gesteckt werden, wodurch ein Überblick über die aktuelle Anwesenheit gegeben ist.

### Messintervalle
Je nach System registrieren alte Uhren nicht jede einzelne Minute, sondern springen in definierten Intervallen weiter. So gibt es Uhren, die in 6-Minuten-Intervallen abrechnen, da dies Zehntelstunden sind, mit denen komfortabel gerechnet werden kann. Dies führt jedoch dazu, dass Mitarbeiter beim Kommen durchschnittlich drei Minuten „geschenkt“ bekommen, beim Gehen jedoch so lange vor der Uhr warten, bis sie zum nächsten Intervall umspringt. Bei modernen Uhren fällt dies weg.

## Geschichte
Eines der ältesten Zeiterfassungssysteme ließ seit 1797/98 Benjamin Thompson, Reichsgraf von Rumford, in München aufstellen. In eine Uhr mit Einwurfschlitz und sich darunter drehenden Fächern mussten die ihm unterstellten bayrischen Beamten ihre Kennmarken einwerfen. Bedeutsamer wurde die Stempeluhr in der zweiten Hälfte des 19. Jahrhunderts zur Zeit der Industrialisierung. Inzwischen rechnen Stempeluhren selbständig und drucken die Zeitsummen direkt auf der Stempelkarte aus. Bei modernen Varianten geschieht die Zeiterfassung jedoch in der Regel elektronisch an einem Kiosksystem durch Tastendruck oder durch Chipkarten. Dadurch kann die Zeitmessung um eine Zutrittskontrolle zu sicherheitsrelevanten Bereichen erweitert werden. Die Daten werden dabei zentral in einer Datenbank gespeichert und später von der Lohnverrechnung ausgewertet. Dies ermöglicht auch, dass der Betrieb an unterschiedlichen Toren betreten und verlassen werden kann, oft hat der Mitarbeiter auch selbst die Möglichkeit, manuelle Buchungen an einem PC zu ergänzen.
Größere Sammlungen historischer Arbeitszeitmesser befinden sich im Technoseum Mannheim und im Uhrenindustriemuseum Villingen-Schwenningen.

## Aktuelle Entwicklungen und neue Komponenten
Moderne Geräte kombinieren mitunter das Zutrittsrecht zu gewissen Räumlichkeiten mit der Authentifizierung durch eine Chipkarte und/oder eine Kamera zur Gesichtserkennung, wobei gleichzeitig die Zeit erfasst wird. Einige Hersteller bieten auch Varianten an, bei denen der Fingerabdruck überprüft wird. Die sogenannte Biometrische Zutrittskontrolle, zu der auch die Iris-Erkennung zählt, kann hier mit der Arbeitszeiterfassung kombiniert werden.
Wo keine Zugangsbeschränkung zu bestimmten Bereichen gewährleistet werden muss, kann der Arbeitgeber auch eine App einsetzen, was sowohl die Anschaffungs- als auch die Wartungskosten eines Gerätes erspart und dennoch neben der Zeiterfassung zusätzliche Funktionen wie z. B. das elektronische Unterzeichnen von Dokumenten ermöglicht.

## Kurioses
Im Dezember 1998 meldete die Stuttgarter Zeitung, dass bei IBM die Stempeluhren abgeschafft werden. IBM, selbst Hersteller von Stempeluhren, verwendete diese historisch über alle Hierarchieebenen hinweg zur Zeitmessung. Sogar Thomas J. Watson selbst als CEO stempelte täglich seine Arbeitszeiten, auch als IBM der größte Konzern der Welt war.

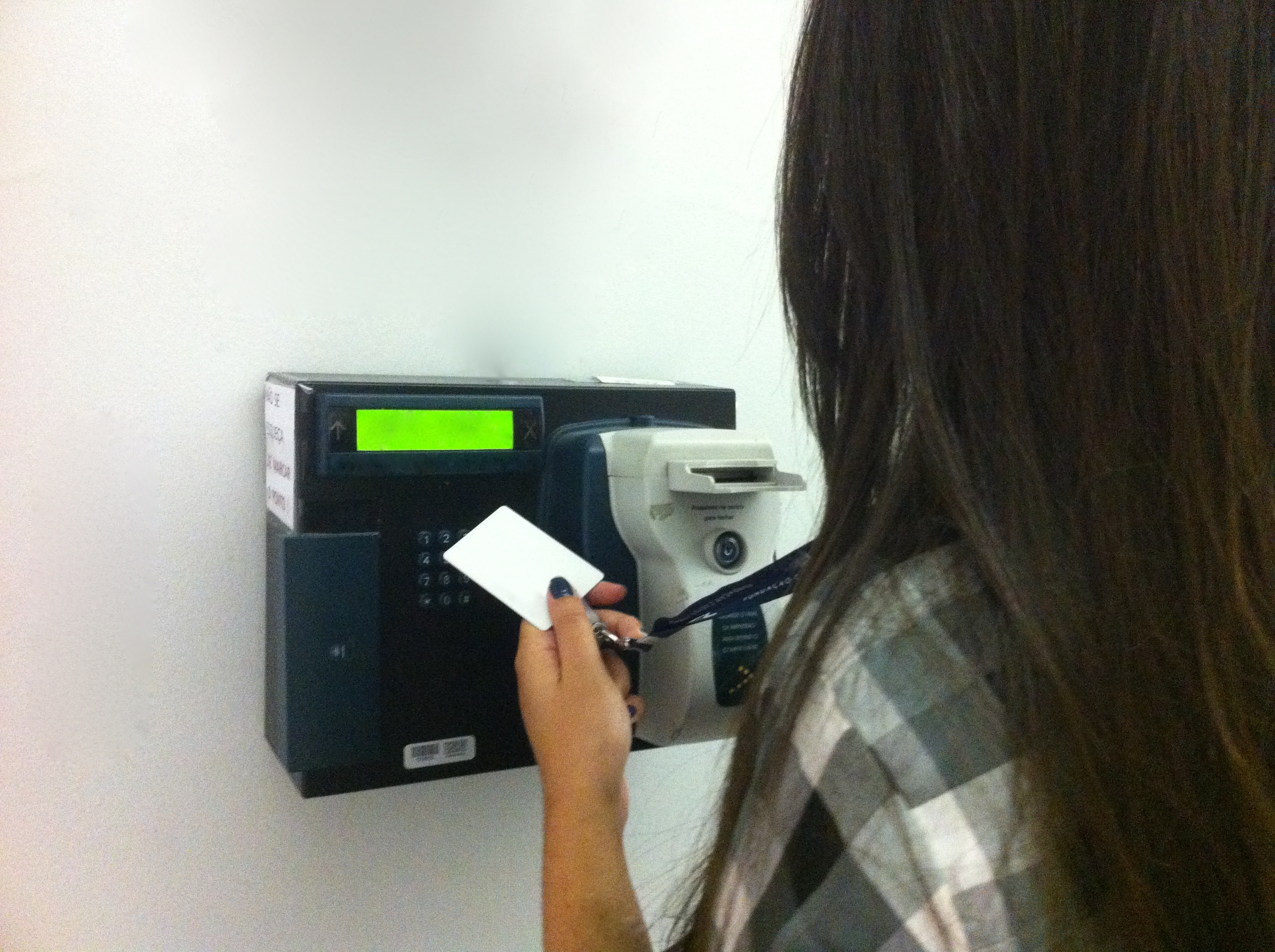
Elektronische Zeiterfassung mit Kamera zur Gesichtserkennung (Spanien)
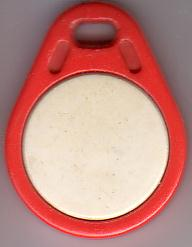
Kontaktloser Funkstempelchip
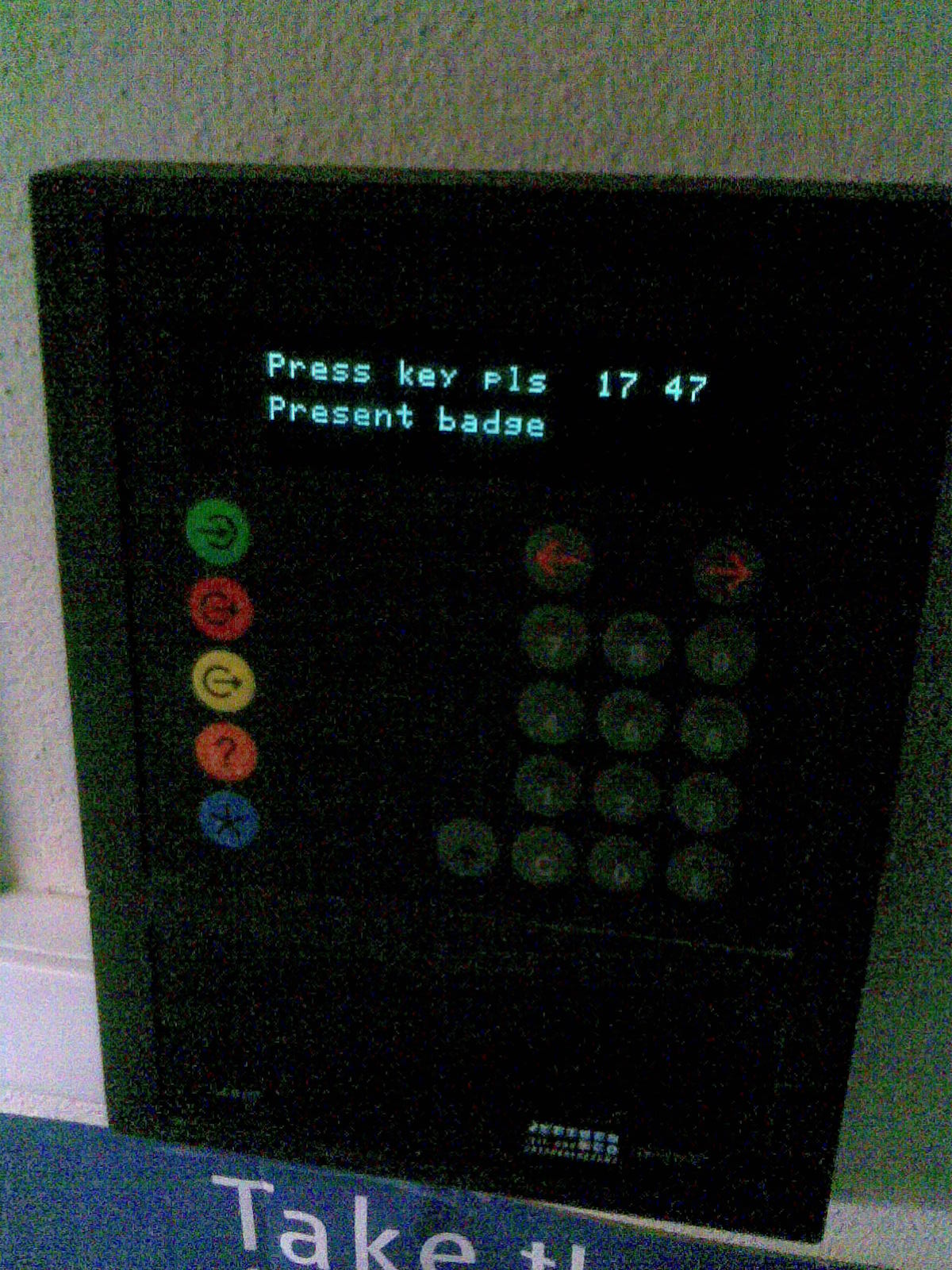
Elektronisches Zeitmeldesystem (UNO-City, Wien)
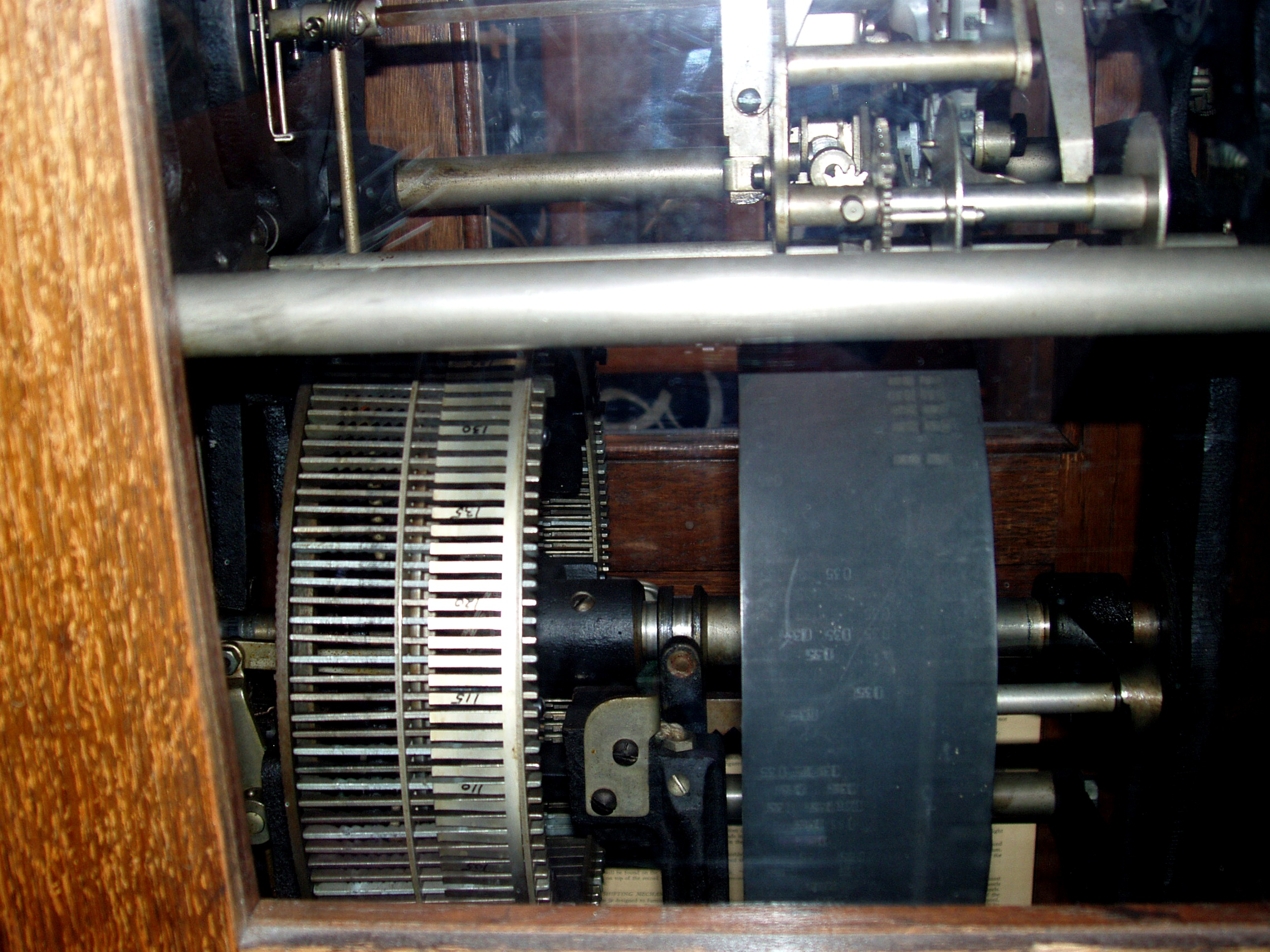
und deren Mechanik in der DASA
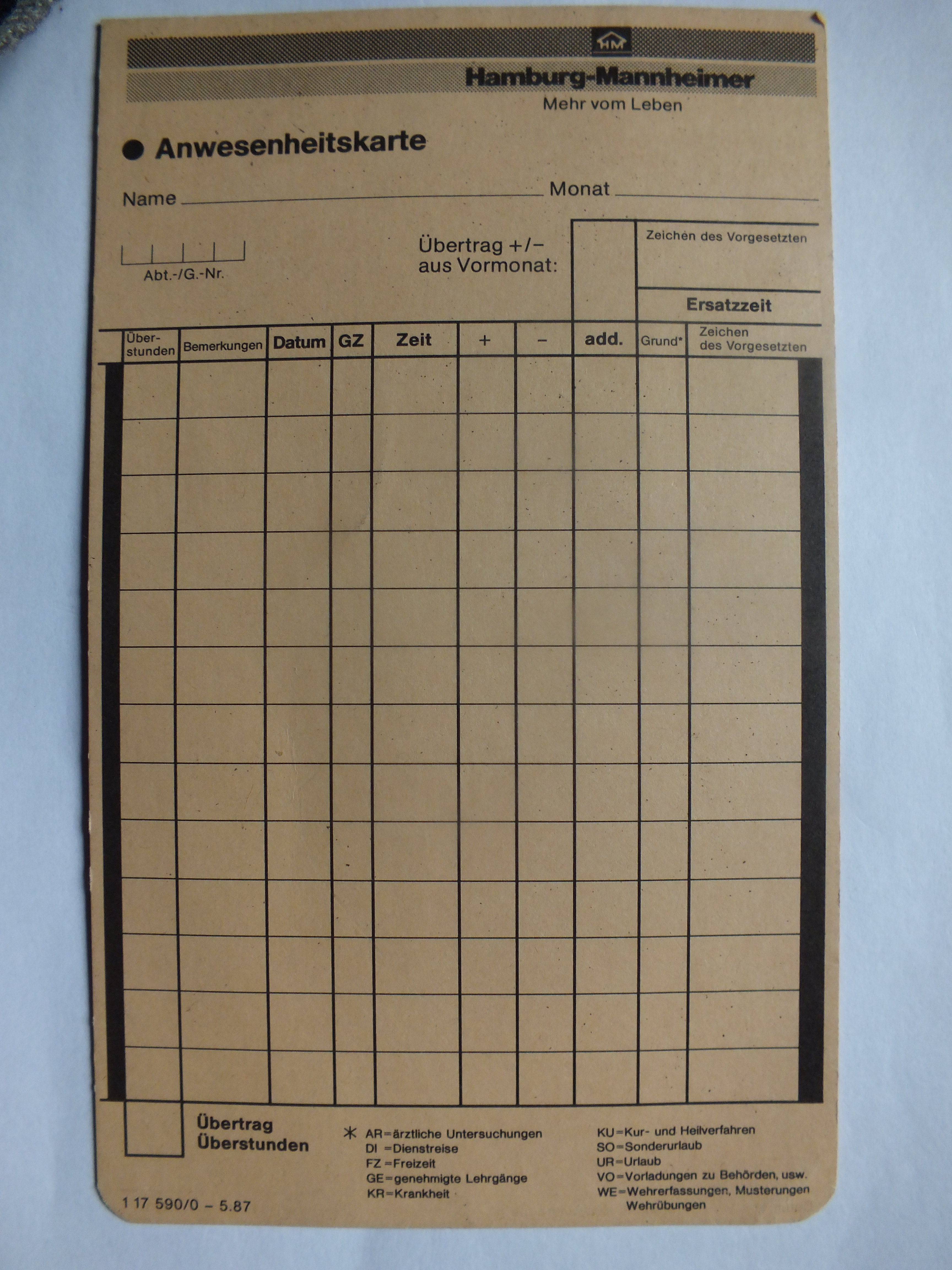
Stempelkarte zur Arbeitszeiterfassung in der Versicherungsbranche um 1980.
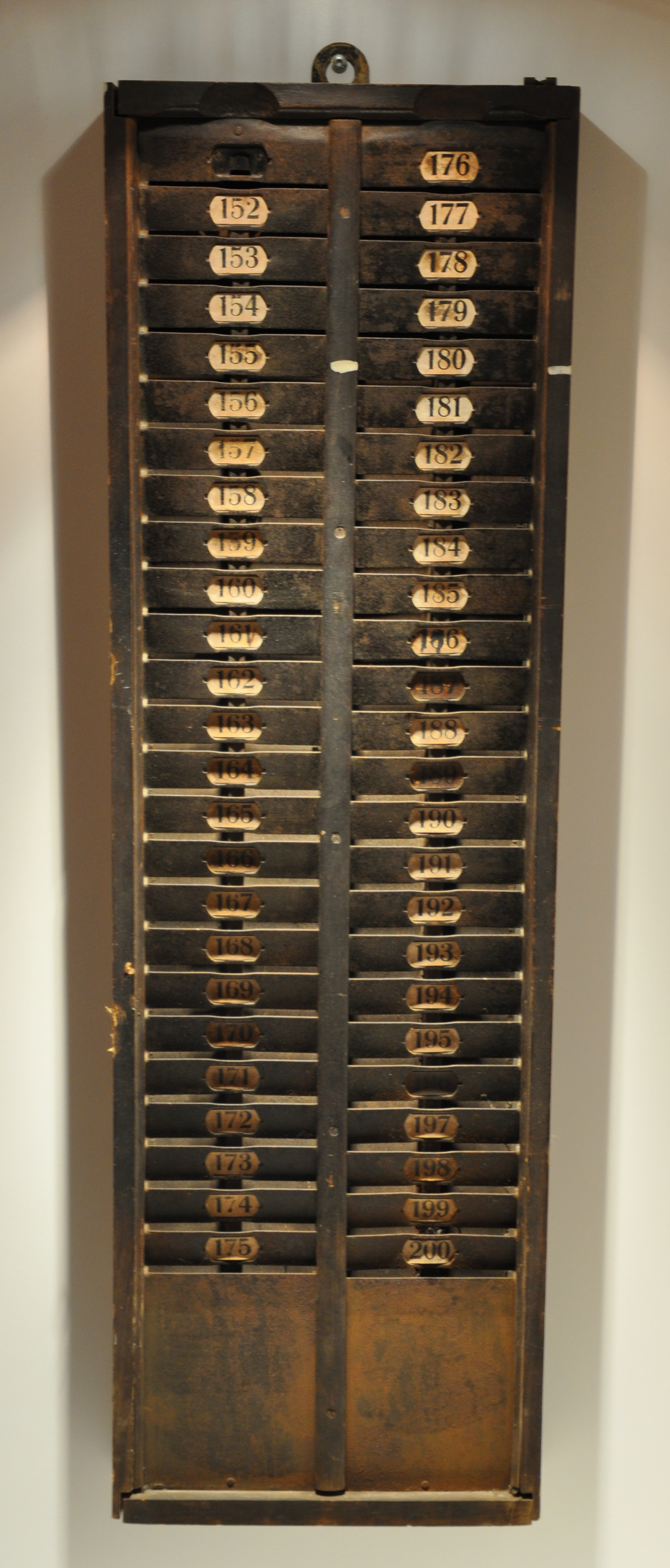
Stechkartenhalter Lanz